# Orion (dron)
Orion (ros. Орион) – rodzina rosyjskich dronów uderzeniowych znajdujących się na wyposażeniu Sił Zbrojnych Federacji Rosyjskiej.

## Historia
Ministerstwo Obrony Rosji zleciło w 2011 r. firmie Kronsztadt (ros. Кронштадт) w Petersburgu rozpoczęcie prac konstrukcyjnych nad nowym dronem klasy MALE (Medium Altitide – Long Endurance), będącego odpowiednikiem amerykańskiego drona MQ-1 Predator. Prace prowadzono w ramach projektu Inochodiec (ros. Иноходец), wstępnie otrzymał on oznaczenie Izdielije 90. W 2016 r. rozpoczęto testy prototypów poprzez kołowanie na płycie lotniska a następnie badania w locie. Początkowo opracowano wersję rozpoznawczą, zdolną do prowadzenia obserwacji bez względu na porę dnia, a także do wskazywania wykrytych celów naziemnych na potrzeby artylerii lub lotnictwa. Rutynowe elementy misji, tj. kołowanie, start, dolot do rejonu wykonywania misji oraz powrót i lądowanie zostały zautomatyzowane i nie wymagają ingerencji człowieka. Dla zapewnienia bezpieczeństwa w trudnych warunkach atmosferycznych opracowano unikalny system odladzania. Konstrukcja miała być dostosowana do eksploatacji z pasa startowego o długości 900 metrów przy starcie z ładunkiem użytecznym o masie 60 kg. Dron miał być zdolny do wykonywania lotów dochodzących do 24 godzin na wysokości do 7500 m. Jako wyposażenie przewidywano radar Fazotron-NIIR MF-2 służący do mapowania terenu i wykrywania celów. W egzemplarzach prototypowych zastosowano silniki Rotax 912/914 o mocy 116 KM dostosowane do pracy na dużych wysokościach. W egzemplarzach seryjnych przewidziano zastosowanie rosyjskich silników Agat/TsIAM APD-110/120 napędzających śmigło Aerosila AV115 o średnicy 1,9 m.
W 2017 r. na forum wojskowo-technicznym „Armia-2017”, zaprezentowano uzbrojenie modułowe o masie 25–50 kg dedykowane prawdopodobnie Orion. Rok później, na tym samym forum, eksponowano system kierowania ogniem Oriona dostosowany do obsługi pocisków kierowanych o masie do 50 kg. Również w 2018 r. przeprowadzono testy uzbrojenia przenoszonego przez Oriona. W 2019 r. producent zadeklarował gotowość stworzenia wersji bojowej zdolnej do przenoszenia uzbrojenia o masie 25–50 kg.
Podczas Międzynarodowego Salonu Lotniczo-Kosmicznego MAKS 2019 został zaprezentowany egzemplarz Oriona uzbrojony w kierowaną bombę lotniczą o masie 50 kg. W tym samym roku rosyjskie Ministerstwo Obrony oficjalnie zaakceptowało do użytku dron wyposażony w austriacki silnik Turbax o mocy 114 KM. W listopadzie 2019 r. doszło do katastrofy jednego z prototypów we wsi Listwianka w obwodzie riazańskim, ale nie przerwało to postępów prac. W 2019 r. firma Kronsztadt złożyła do Federalnej Agencji Transportu Lotniczego (Rosaviatsia) wniosek o wydanie certyfikatu typu dla bezzałogowego systemu latającego Orion.
Akceptacja systemu złożonego z stanowiska kierowania i trzech dronów przez Ministerstwo Obrony FR nastąpiła w 2020 r., kiedy to też oficjalnie przystąpiono do testowania systemu w warunkach poligonowych. W sierpniu 2020 r. została podjęta decyzja o wdrożeniu Oriona do produkcji seryjnej, dla którego zbudowano linię produkcyjną w Dubnej. Koszt budowy zakładu produkcyjnego miał wynieść 4 miliardy rubli, dzięki temu miały powstać miejsca pracy dla ok. 1500 osób.
W grudniu 2020 r. została publicznie zaprezentowana wersja uderzeniowa drona. W tym samym miesiącu po raz pierwszy przeprowadzono próby z użyciem pocisków kierowanych. Na wystawie Dubai Airshow 2021 zaprezentowano Oriona wyposażonego w pociski przeciwpancerne Wichr-M.
W 2021 r. rosyjskie Ministerstwo Obrony na forum „Armia-2021” podpisało z firmą Kronsztadt kontakt na dostawę dronów na potrzeby wojsk Federacji Rosyjskiej. We wrześniu 2021 r. Orion wziął udział w ćwiczeniach Zapad 2021 na poligonach Rosji i Białorusi. Pod koniec 2021 r. na poligonie na Krymie przeprowadzono próby strzelania zmodyfikowanymi pociskami przeciwpancernymi 9M133 Kornet do celu powietrznego, które zakończyły się sukcesem.

## Wersje
- Orion – wersja podstawowa dostosowana do przenoszenia czterech bomb kierowanych lub czterech pocisków o masie maksymalnej 200 kg.

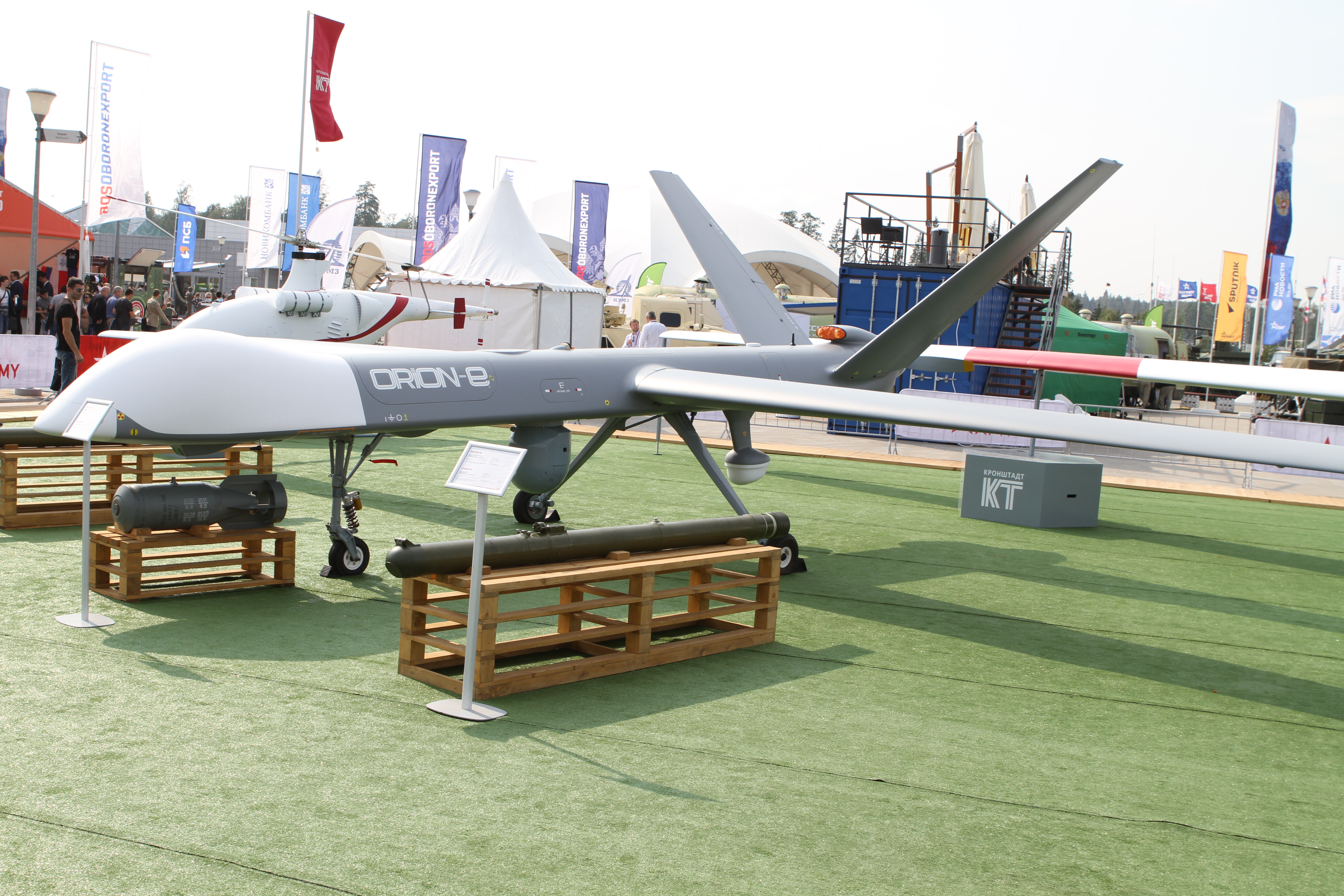
Orion-E z uzbrojeniem

- Orion-E – wersja eksportowa o masie 1000 kg i ładunku użytecznym 200 kg. Jest dostosowany do przenoszenia bomby kierowanej o masie 50 kg lub czterech bomb lotniczych o łącznej masie 200 kg. Jest wyposażony w dwie kamery termowizyjne, szerokokątną kamerę telewizyjną oraz laserowy dalmierz/oznacznik celu. Może zostać dodatkowo wyposażony w sprzęt do prowadzenia rozpoznania powietrznego tj. aparaty fotograficzne, kamery i radary[16]. Według producenta Orion-E charakteryzuje się niską sygnaturą akustyczną i dysponuje efektywnym systemem odladzania. W trakcie Międzynarodowego Salonu Lotniczo-Kosmicznego MAKS-2017 dron został zaprezentowany Władimirowi Putinowi[17]. Oficjalna zagraniczna prezentacja tej wersji drona miała miejsce na międzynarodowych targach lotniczo-morskich LIMA 2019 w Malezji w marcu 2019 r.[4]

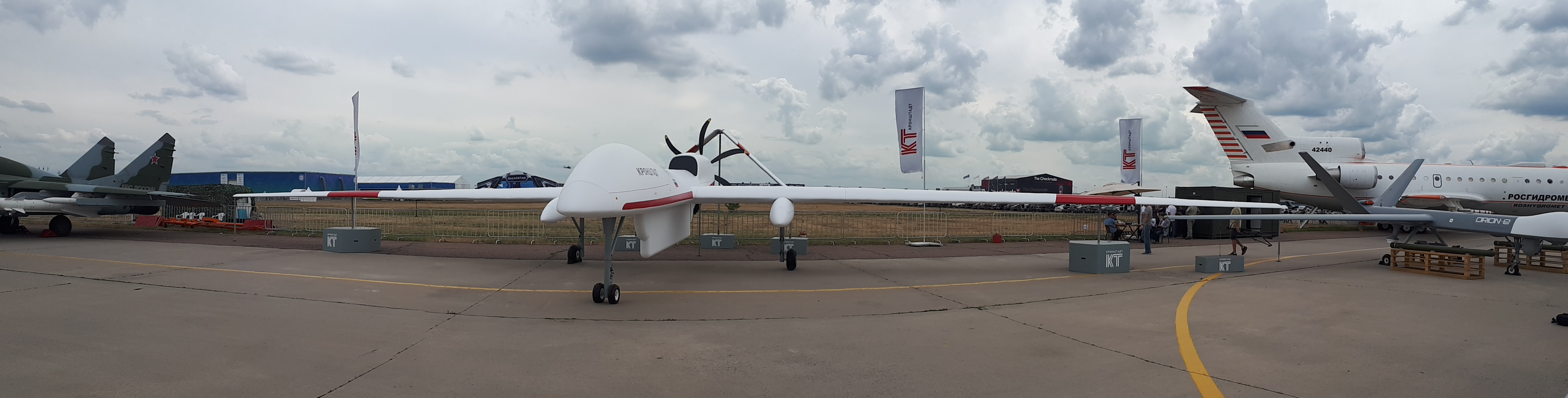
Orion-2 na pokazach MAKS-2021

- Orion-2 (Helios) – dron w wersji HALE (High Altitude Long Endurance) opracowany z własnej inicjatywy przez zakład Kronsztadt. Jego makieta została zaprezentowana przez producenta 27 sierpnia 2020 r. Jest to powiększona wersja poprzednika, zdolna do przenoszenia większego ładunku użytecznego. Planowana masa startowa ma wynosić 5 ton a rozpiętość skrzydeł 30 metrów. Ma być zdolny do wykonywania autonomicznych operacji trwających do 30 godzin na wysokościach powyżej 10 000 metrów[18]. Oblot prototypu zaplanowano na 2023 r.[19]

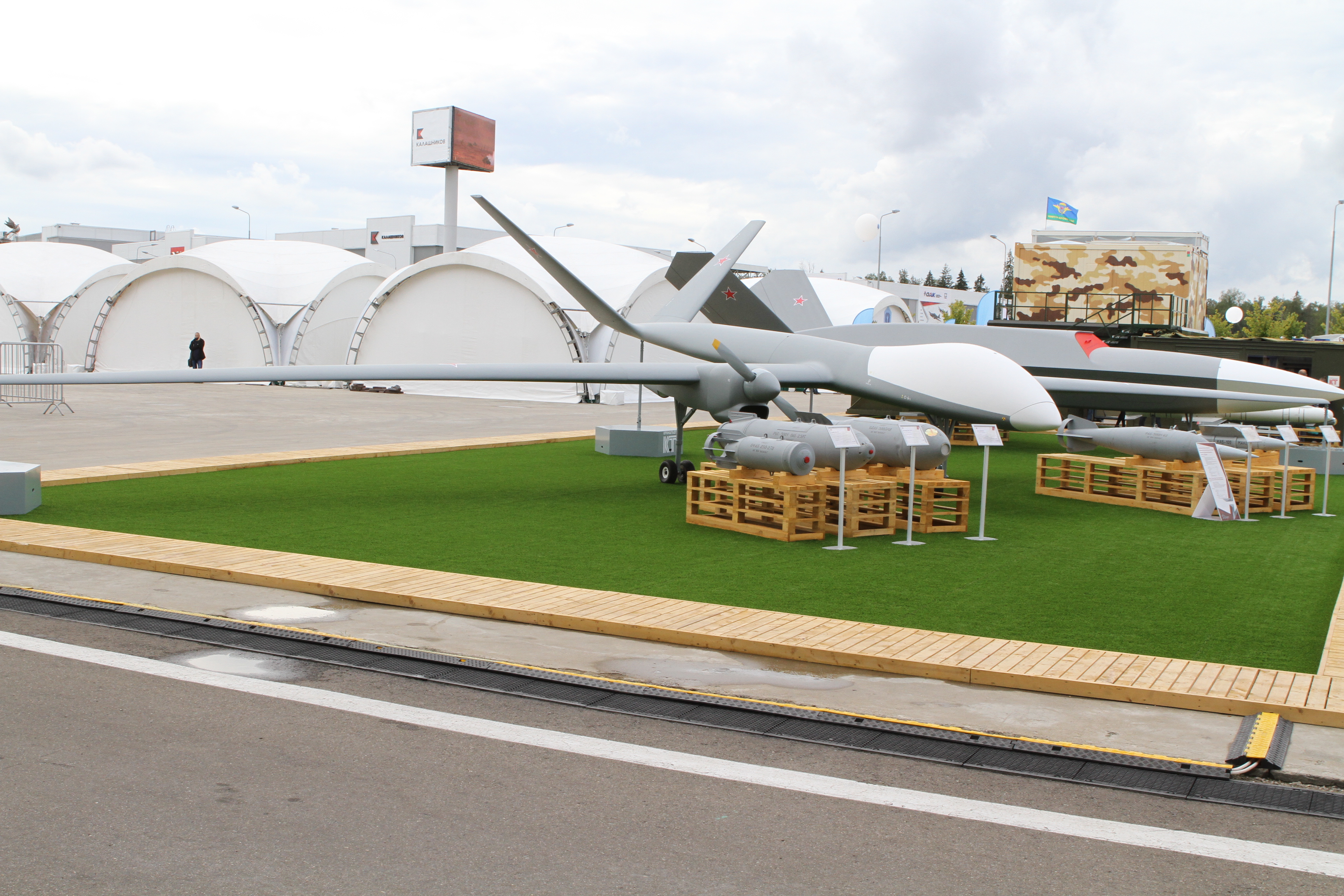
Syriusz na targach Armia-2020

- Syriusz – dwusilnikowy dron w wersji MALE, przewidziany do prowadzenia obserwacji i rozpoznania na granicach Federacji Rosyjskiej i w jej strefie ekonomicznej w Arktyce i na Pacyfiku oraz do prowadzenia w tych rejonach zadań bojowych. Konstruktorzy zakładają, że masa drona wyniesie 5 ton, rozpiętość 30 m, długość 9 m i wysokość 3,3 m. Ma przenosić do 450 kg uzbrojenia i wykonywać z tym obciążeniem misje trwające do 40 godzin. Sterowanie dronem ma odbywać się z wykorzystaniem łączności satelitarnej. Makieta drona została zaprezentowana na Międzynarodowym Salonie Lotniczo-Kosmicznym MAKS-2019, była również zaprezentowana na międzynarodowym forum wojskowo-technicznym „Armia-2020” w sierpniu 2020 r.[20] Rosyjskie Ministerstwo Obrony planowało, że dostawy nowych dronów do jednostek armii rosyjskiej rozpoczną się w 2023 r.[21] Na forum „Armia-2021” Ministerstwo Obrony FR podpisało z firmą Kronsztadt kontakt na tych dostawę dronów w 2023 r.[22]

## Uzbrojenie
Dron może przenosić:
- kierowane bomby KAB-20 (masa całkowita 21 kg, masa głowicy 7 kg) z głowicą odłamkową, naprowadzane satelitarnie lub laserowo,
- kierowane bomby UPAB-50 (masa całkowita 50 kg, masa głowicy 37 kg) z głowicą stosowaną w BM-21 Grad,
- kierowane bomby KAB-50 (masa całkowita 46 kg, masa głowicy 37 kg) z głowicą stosowaną w BM-21 Grad, z możliwością naprowadzania satelitarnego, laserowego, telewizyjnego lub termowizyjnego,
- lotnicze bomby FAB-50 (masa całkowita 50 kg, masa głowicy 37 kg) z głowicą stosowaną w BM-21 Grad[24],
- kierowane pociski rakietowe Ch-50 (masa całkowita 50 kg, masa głowicy 10–20 kg) z głowicą odłamkową,
- pociski przeciwpancerne Wichr-M (masa całkowita 45 kg)[12],
- pociski przeciwpancerne 9M133 Kornet (masa całkowita 29 kg).

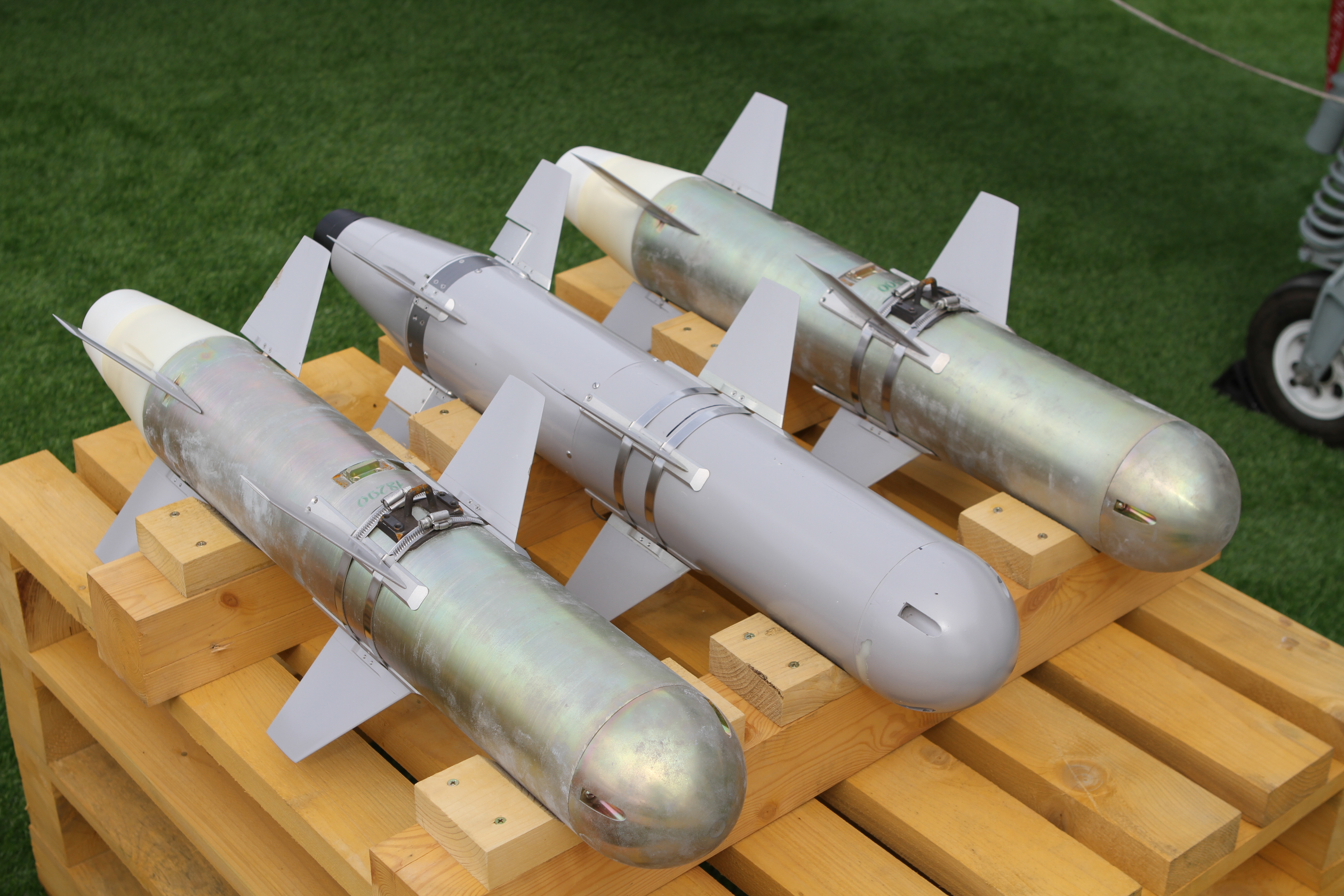
Bomby KAB-20
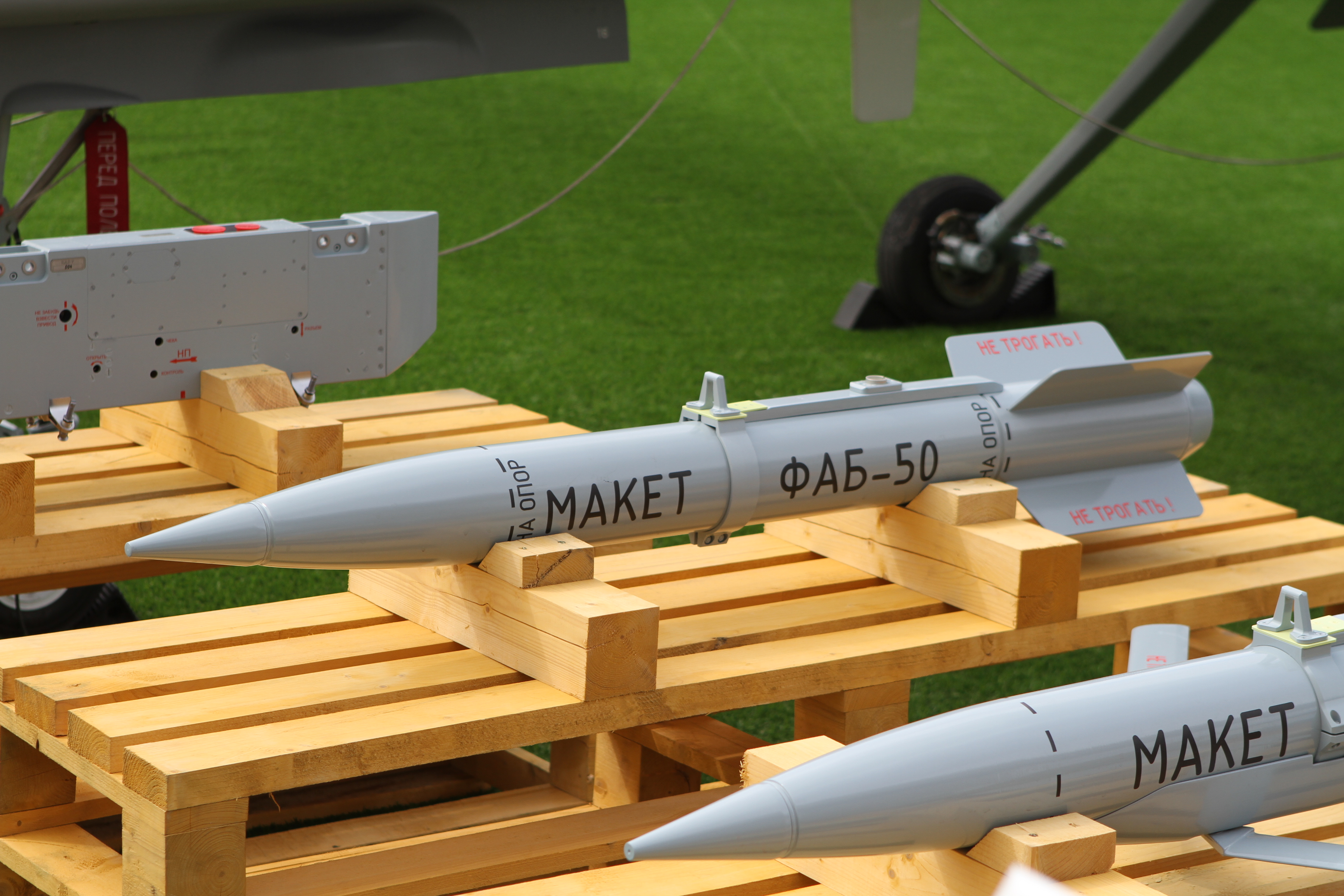
Bomba FAB-50
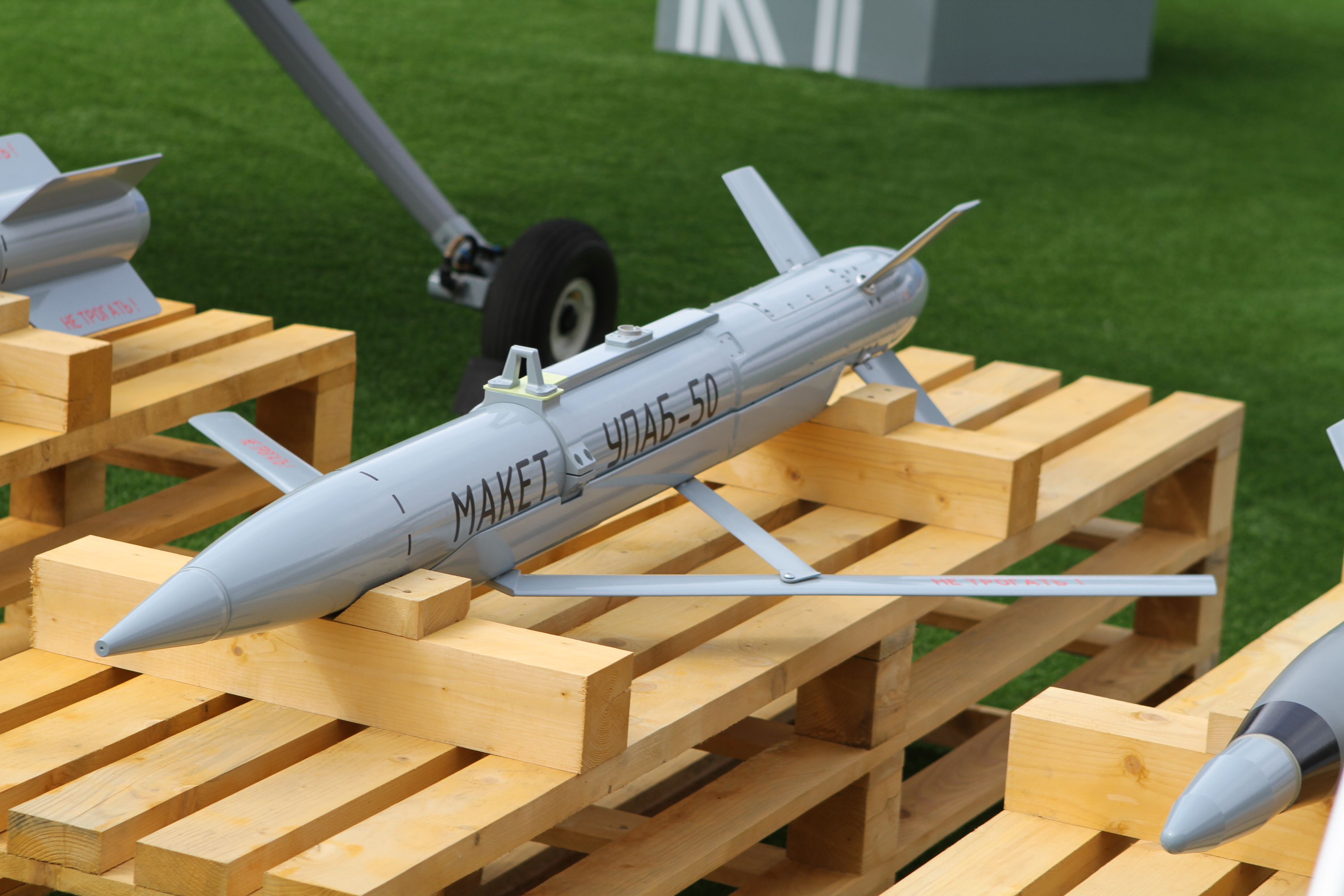
Bomba UPAB-50
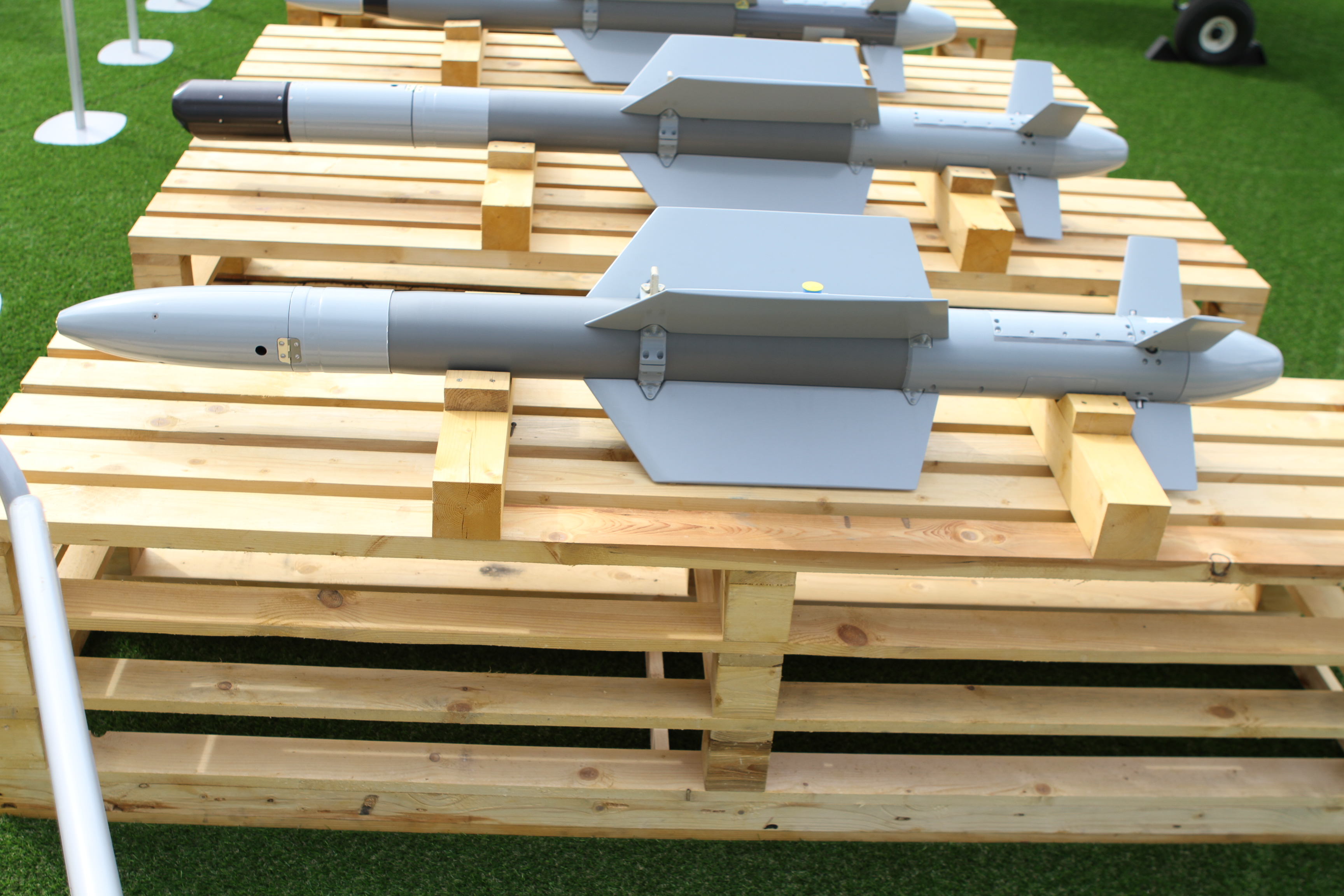
Bomby KAB-50
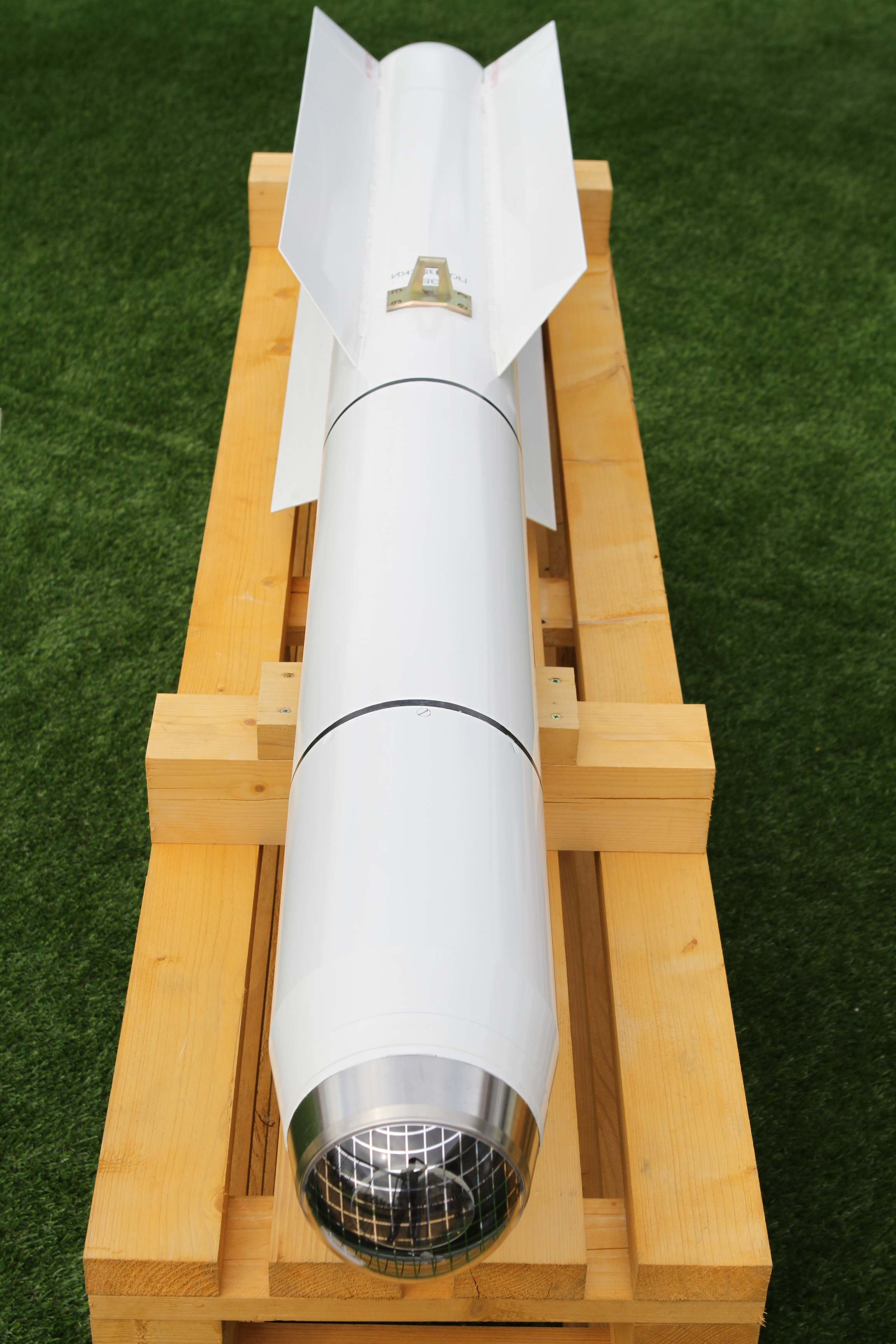
Pocisk kierowany Ch-50
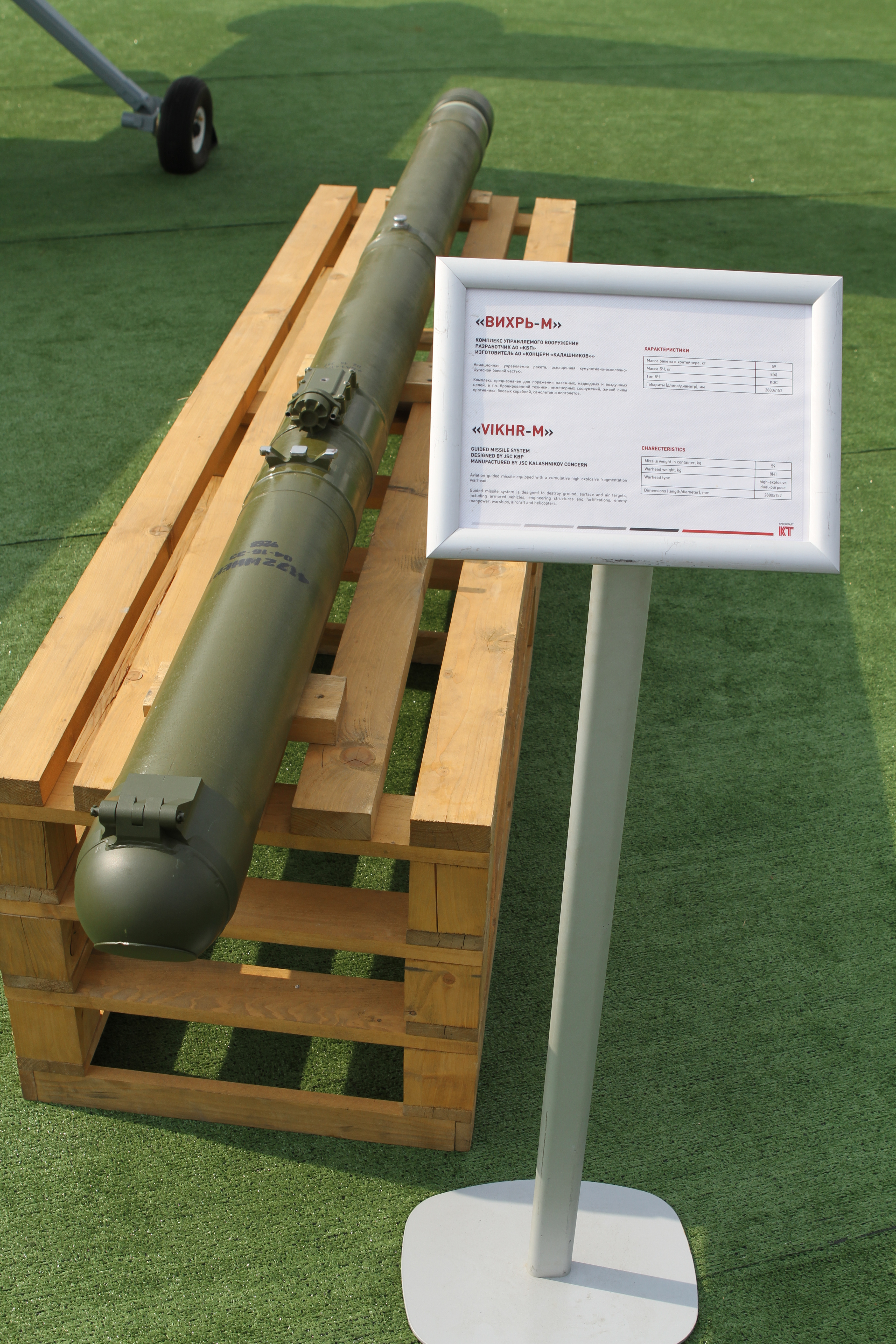
Pocisk przeciwpancerny 9K121 Wichr

## Zastosowanie bojowe
Dron został użyty bojowo w 2019 r. podczas udziału armii rosyjskiej w działaniach w Syrii. Przy jego użyciu zaatakowane zostały cele w syryjskiej prowincji Hama.
Kolejne użycie bojowe miało miejsce w trakcie inwazji Rosji na Ukrainę w 2022 r. Wtedy też odnotowano pierwszą stratę drona podczas działań bojowych.

## Zastosowania cywilne
Podczas IX Międzynarodowego Forum „Arktyka: Teraźniejszość i Przyszłość” w Petersburgu firma Kronsztadt zaproponowała użycie dronów Orion do monitoringu strefy arktycznej Federacji Rosyjskiej. Na pokazach MAKS-2019 firma Kronsztadt rekomendowała użycie dronów do monitorowania zagrożeń pożarowych w rosyjskich lasach i gaszenia niewielkich ognisk pożarów.